# Burg-Sankt Michaelisdonn
Burg-Sankt Michaelisdonn é uma associação municipal da Alemanha do estado de Schleswig-Holstein, distrito de Dithmarschen.